# Ste-Thumette (Plomeur)

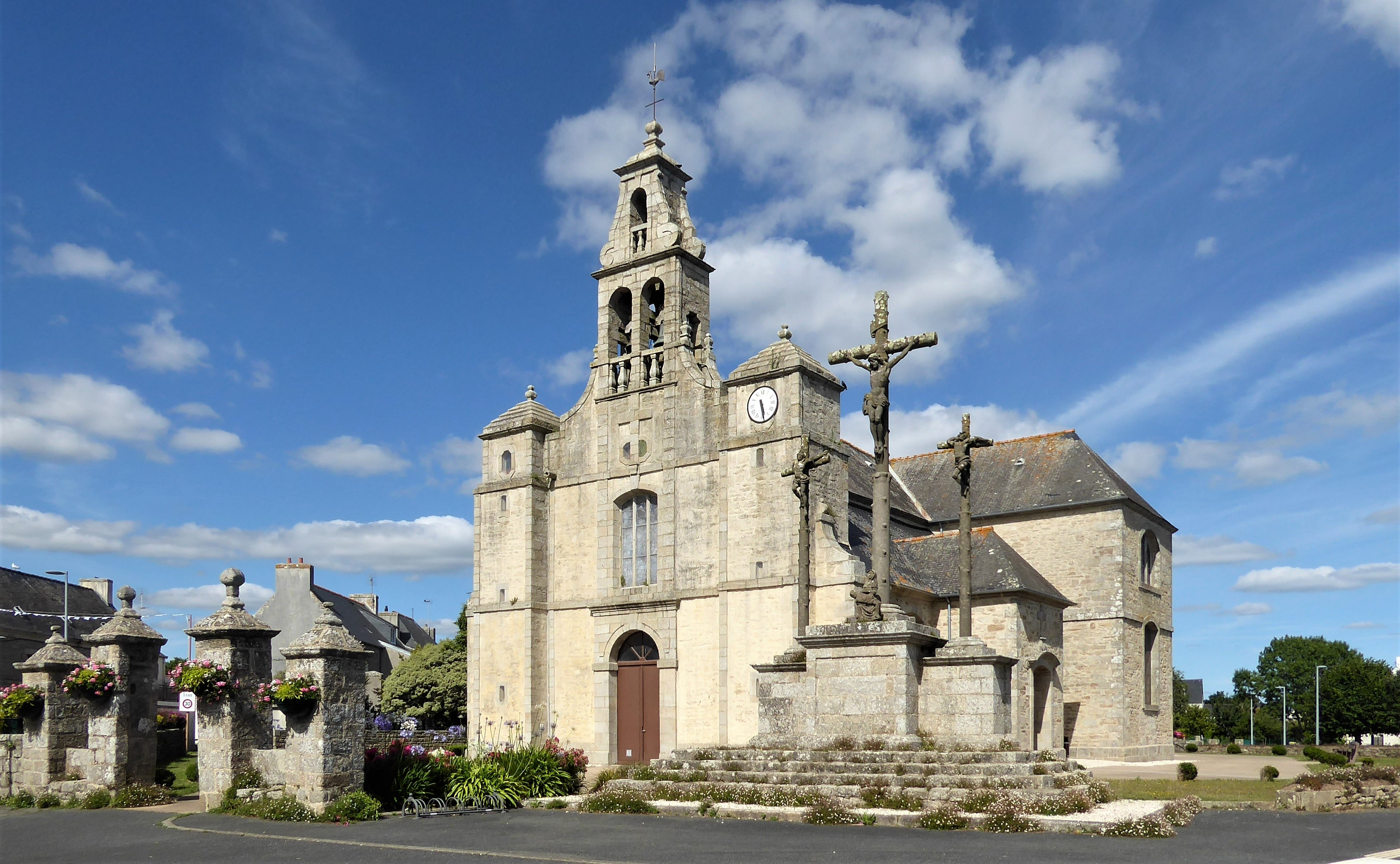
Kirche Ste-Thumette mit Kalvarienberg

Ste-Thumette ist eine römisch-katholische Kirche in Plomeur im Département Finistère in der Bretagne.

## Geschichte
Die zu Ehren der bretonischen Heiligen Thumette (bretonisch: Tunvezh), der Legende nach eine der Gefährtinnen der heiligen Ursula von Köln, geweihte Kirche entstand an Stelle einer zur Ruine verfallenen Vorgängerkirche im Jahr 1760. Dabei wurden Teile des Vorgängerbaus in die neue Barockkirche einbezogen.
Die neue Kirche ist eine dreischiffige Basilika auf kreuzförmigem Grundriss. An das Querhaus schließt sich ein polygonaler Chor mit zwei Seitenkapellen an. Der Kalvarienberg vor dem Kirchenportal entstand im Jahr 1861.